# Spărgătorul de Nuci și Cele Patru Tărâmuri
Spărgătorul de Nuci și Cele Patru Tărâmuri este un film de fantezie și aventură american din 2018, regizat de Lasse Hallström și Joe Johnston și scris de Ashleigh Powell. Este o repovestire de poveștii scurte a lui E. T. A. Hoffmann „Spărgătorul de Nuci și Regele Șoarecilor” și baletul lui Marius Petipa Spărgătorul de Nuci, despre o tânără fată care primește cadou un ou încuiat de la mama sa decedată și care începe o călătorie într-un tărâm magic pentru a găsi cheia. În rolurile principale joacă Keira Knightley, Mackenzie Foy, Eugenio Derbez, Matthew Macfadyen, Richard E. Grant, Misty Copeland, Helen Mirren și Morgan Freeman. 
Filmul a fost anunțat în martie 2016, cu Hallström regizând un scenariu de Powell. O mare parte din distribuție a semnat contractul în acea vară, iar filmările au început în luna octombrie, la Pinewood Studios, și au fost finalizate în ianuarie 2017. În decembrie 2017, a fost anunțat că Joe Johnston va regiza o lună de filmări repetate ale unor scene scrise de Tom McCarthy, iar Hallström a fost de acord ca Johnston să primească credit pentru co-regie.
Spărgătorul de Nuci și Cele Patru Tărâmuri a avut premiera în Los Angeles, pe 29 octombrie 2018, și a fost lansat de Walt Disney Studios Motion Pictures în Statele Unite pe 2 noiembrie 2018, în RealD 3D și Dolby Cinema. Filmul a avut încasări de peste 173 de milioane de dolari la nivel mondial, la un buget de producție de peste 120 de milioane de dolari. În general, a primit recenzii nefavorabile din partea criticilor. Aceștia au considerat filmul ca fiind „fără suflet” și „incoerent”, au criticat ritmul lent și lipsa de numere de dans, deși efectele vizuale au primit laude.

## Distribuție
- Mackenzie Foy drept Clara Stahlbaum, o tânără fată care călătorește în Cele Patru Tărâmuri, în căutarea unei chei pentru cadoul de la mama ei decedată, Marie.
- Jayden Fowora-Knight drept Căpitanul Philip Hoffman, un spărgător de nuci care o ajută pe Clara pe drumul ei.
- Keira Knightley ca Zâna Fondantelor, regent al Tărâmului Dulciurilor.
- Helen Mirren ca Mama Ghimbir, regent al Tărâmului Distracțiilor (cunoscut și sub numele de Cel de-al Patrulea Regat).
- Morgan Freeman ca Drosselmeyer, nașul Clarei, un inginer priceput, care îi oferă un cadou magic care i-a aparținut mamei ei.
- Misty Copeland ca Prințesa Balerină, o talentată dansatoare din Cele Patru Tărâmuri.
- Eugenio Derbez ca Hawthorne, regent al Tărâmului Florilor.
- Richard E. Grant fel de Shiver, regent al Tărâmul Fulgilor de Zăpadă.
- Matthew Macfadyen ca Benjamin Stahlbaum, tatăl Clarei și văduv după moartea soției sale, Marie.
- Anna Madeley ca Marie Stahlbaum, mama Clarei, care a creat și a domnit peste Cele Patru Tărâmuri pe când era copil.
- Serghei Polunin drept Cavaler, dansator partener al Balerinei.
- Ellie Bamber ca Louise Stahlbaum, sora mai mare a Clarei.
- Tom Sweet ca Fritz Stahlbaum, fratele mai mic al Clarei.
- Jack Whitehall ca Harlequin, gardian la Palatul Celor Patru Tărâmuri.
- Omid Djalili drept Cavaler, un alt gardian la Palatul Celor Patru Tărâmuri.
- Meera Syal ca Bucătarul familiei Stahlbaum.
- Charles „Lil Buck” Riley ca Regele Șoarece, conducător al legiunii de șoareci. Riley a lucrat și la captarea digitală a mișcărilor pentru personaj și coregrafie.

Deși a fost inițial anunțat că Miranda Hart va juca în rolul de Zâna Rouă, ea nu a apărut în versiunea finală a filmului. Maestrul Gustavo Dudamel are o apariție scurtă dirijând o orchestră într-o scenă care conține segmentul Toccata și Fuga în Re Minor din Fantasia.